# Euscelis marocisus
Euscelis marocisus är en insektsart som beskrevs av Adolf Remane 1988. Euscelis marocisus ingår i släktet Euscelis och familjen dvärgstritar. Inga underarter finns listade i Catalogue of Life.